# ポーランドフィギュアスケート選手権
ポーランドフィギュアスケート選手権（ポーランド語: Mistrzostwa Polski w łyżwiarstwie figurowym、英語: Polish Figure Skating Championships）は、ポーランドのフィギュアスケート全国選手権。

## 概要
ポーランドのフィギュアスケート選手権は、シニアクラスとジュニアクラス、ノービスクラスの男女シングル、ペア、アイスダンスの4種目で行われ、開催日は毎年ほぼ12月に開催されている。

### 合同開催選手権
2008-09シーズンはポーランド単独での国内選手権は行われず、スロバキア、チェコと共同でチェコ国際フィギュアスケート選手権（チェコ語: Mezinarodni mistrovstvi Ceske Republiky）を開催し、それぞれの国内選手権とした。2009-10年シーズンも同様に三国で共同開催され、2010年三国選手権（英語: Three Nationals Championships 2010）と題された。以降はずっと共同開催された。2013-14年シーズンからはそこにハンガリーも加わり、四国選手権(英語: 4 Nationals Championships)の名称で合同開催された。

## 歴代メダリスト

### 男子シングル
| 年        | 開催地                       | 金                           | 銀                           | 銅                           |
| --------- | ---------------------------- | ---------------------------- | ---------------------------- | ---------------------------- |
| 1998/1999 | ソスノヴィエツ               | ロベルト・グジェゴルチク     | マレク・シャショル           | 競技者なし                   |
| 1999/2000 | ワルシャワ                   | ロベルト・グジェゴルチク     | バルトシュ・ドマンスキー     |                              |
| 2000/2001 | ワルシャワ                   | ロベルト・グジェゴルチク     | バルトシュ・ドマンスキー     | パトルィク・シャワシヌィ     |
| 2001/2002 | ワルシャワ                   | バルトシュ・ドマンスキー     | クシシュトフ・コモサ         | 競技者なし                   |
| 2002/2003 | ソスノヴィエツ               | バルトシュ・ドマンスキー     | クシシュトフ・コモサ         | -                            |
| 2003/2004 | ウッチ                       | マチェイ・クシ               | クシシュトフ・コモサ         | ウカシュ・ダロス             |
| 2004/2005 | オポーレ                     | マチェイ・クシ               | プシェミスワフ・ドマンスキー | クシシュトフ・コモサ         |
| 2005/2006 | クリニツァ(en:Krynica)       | プシェミスワフ・ドマンスキー | バルトシュ・ドマンスキー     | マチェイ・レヴァンドフスキー |
| 2006/2007 | オシフィエンチム             | プシェミスワフ・ドマンスキー | マテウシュ・フルシチンスキー | コンスタンティン・トゥピコフ |
| 2007/2008 | オシフィエンチム             | コンスタンティン・トゥピコフ | プシェミスワフ・ドマンスキー | マチェイ・チェプルハ         |
| 2008/2009 | チネツ(en:Trinec)            | プシェミスワフ・ドマンスキー | コンスタンティン・トゥピコフ | カミル・ビャワス             |
| 2009/2010 | チェシン                     | マチェイ・チェプルハ         | カミル・ビャワス             | セバスチアン・イヴァサキ     |
| 2010/2011 | ジリナ                       | プシェミスワフ・ドマンスキー | マチェイ・チェプルハ         | パトリック・ミュジック       |
| 2011/2012 | オストラヴァ                 | マチェイ・チェプルハ         | セバスチアン・イヴァサキ     | カミル・ビャワス             |
| 2012/2013 | チェシン                     | パトリック・ミュジック       | カミル・ビャワス             | カミル・ドゥィモフスキ       |
| 2013/2014 | ブラチスラヴァ               | マチェイ・チェプルハ         | クシシュトフ・ガラ           | カミル・ドゥィモフスキ       |
| 2014/2015 | ブダペスト                   | パトリック・ミュジック       | クシシュトフ・ガラ           | ルーカス・ケンジェルスキ     |
| 2015/2016 | トジネツ                     | イーゴリ・レズニチェンコ     | パトリック・ミュジック       | クシシュトフ・ガラ           |
| 2016/2017 | カトヴィツェ                 | クシシュトフ・ガラ           | イーゴリ・レズニチェンコ     | Ryszard GURTLER              |
| 2017/2018 | コシツェ                     | イーゴリ・レズニチェンコ     | クシシュトフ・ガラ           | オルギエド・フェッビ         |
| 2018/2019 | ブダペスト                   | イーゴリ・レズニチェンコ     | クシシュトフ・ガラ           | オルギエド・フェッビ         |
| 2019/2020 | オストラヴァ                 | ミカエル・モギレン           | ルーカス・ケンジェルスキ     | ミロシュ・ウィトコウスキ     |
| 2020/2021 | チェシン                     | コルネル・ウィトコウスキ     | ルーカス・ケンジェルスキ     | ミロシュ・ウィトコウスキ     |
| 2021/2022 | スピシュスカー・ノバー・ベス | ウラジミール・サモイロフ     | コルネル・ウィトコウスキ]    | ミロシュ・ウィトコウスキ     |
| 2022/2023 | ブダペスト                   | ウラジミール・サモイロフ     | ミロシュ・ウィトコウスキ     | コルネル・ウィトコウスキ     |
| 2023/2024 | トゥルノフ                   | ウラジミール・サモイロフ     | マトヴィル・イェフィメンコ   | ヤコブ・ロフェク             |
| 2024/2025 | チェシン                     | ウラジミール・サモイロフ     | コルネル・ウィトコウスキ     | ヤコブ・ロフェク             |

### 女子シングル
| 年        | 開催地                       | 金                           | 銀                           | 銅                             |
| --------- | ---------------------------- | ---------------------------- | ---------------------------- | ------------------------------ |
| 1993/1994 |                              | アンナ・レフニョ             | ズザンナ・シュフェト         |                                |
| 1994/1995 |                              | ズザンナ・シュフェト         | アンナ・レフニョ             |                                |
| 1995/1996 |                              | ズザンナ・シュフェト         | アンナ・レフニョ             | サビーナ・ヴォイタラ           |
| 1996/1997 |                              | アンナ・レフニョ             |                              |                                |
| 1997/1998 |                              | アンナ・レフニョ             | サビーナ・ヴォイタラ         | ズザンナ・シュフェト           |
| 1998/1999 |                              | サビーナ・ヴォイタラ         | アンナ・レフニョ             | リタ・ハウビンスカ             |
| 1999/2000 | ワルシャワ                   | サビーナ・ヴォイタラ         | アンナ・レフニョ             | カタジナ・ゼンブロン           |
| 2000/2001 | ワルシャワ                   | サビーナ・ヴォイタラ         | イヴォナ・シュチェプカ       | 競技者なし                     |
| 2001/2002 |                              | サビーナ・ヴォイタラ         |                              | アレクサンドラ・ジェリホフスカ |
| 2002/2003 | ソスノヴィエツ               | サビーナ・ヴォイタラ         | アンナ・ユルキェビッチ       | オクタヴィア・シチビョル       |
| 2003/2004 | ウッチ                       | アンナ・ザヴァダ             | マリア・モルダルスカ         | アレクサンドラ・ジェリホフスカ |
| 2004/2005 | オポーレ                     | イロナ・センデレク           | マグダレナ・レスカ           | マリア・モルダルスカ           |
| 2005/2006 | クリニツァ                   | サビーナ・ヴォイタラ         | イロナ・センデレク           | アドリアナ・グラボフスカ       |
| 2006/2007 | オシフィエンチム             | アンナ・ユルキェビッチ       | カタジナ・ドゥシク           | イロナ・センデレク             |
| 2007/2008 | オシフィエンチム             | アンナ・ユルキェビッチ       | アネタ・ミハウェク           | ラウラ・チャルノッタ           |
| 2008/2009 | チネツ                       | アンナ・ユルキェビッチ       | アレクサンドリア・リョドラン | -                              |
| 2009/2010 | チェシン                     | アネタ・ミハウェク           | アンナ・ユルキェビッチ       | オルガ・シェルツ               |
| 2010/2011 | ジリナ                       | アンナ・ユルキェビッチ       | アネタ・ミハウェク           | クルィスティナ・クリムチャク   |
| 2011/2012 | オストラヴァ                 | アレクサンドラ・カミニッキー | アガタ・クリゲル             | クルィスティナ・クリムチャク   |
| 2012/2013 | チェシン                     | アガタ・クリゲル             | アネタ・ミハウェク           | マルタ・オルチャク             |
| 2013/2014 | ブラチスラヴァ               | アガタ・クリゲル             | アレクサンドラ・カミニッキー | マルツェリーナ・レフ           |
| 2014/2015 | ブダペスト                   | アガタ・クリゲル             | アニエスカ・レイメント       | アンナ・シェドレツカ           |
| 2015/2016 | トジネツ                     | アレクサンドラ・ルドルフ     | アニエスカ・レイメント       | コレット・ココ・カミンスキー   |
| 2016/2017 | カトヴィツェ                 | エルズビエタ・ガブリザク     | アニエスカ・レイメント       | コレット・ココ・カミンスキー   |
| 2017/2018 | コシツェ                     | エルズビエタ・ガブリザク     | オリウィア・ゼピエル         | コレット・ココ・カミンスキー   |
| 2018/2019 | ブダペスト                   | エカテリーナ・クラコワ       | エルズビエタ・ガブリザク     | マグダレナ・ザワツカ           |
| 2019/2020 | オストラヴァ                 | エカテリーナ・クラコワ       | オリウィア・ゼピエル         | エルズビエタ・ガブリザク       |
| 2020/2021 | チェシン                     | エカテリーナ・クラコワ       | エルズビエタ・ガブリザク     | ナタリア・レルカ]              |
| 2021/2022 | スピシュスカー・ノバー・ベス | エカテリーナ・クラコワ       | エルズビエタ・ガブリザク     | アニエスカ・レイメント         |
| 2022/2023 | ブダペスト                   | エカテリーナ・クラコワ       | カロリーナ・ビアラス         | ゾフィア・グジェゴジェスカ     |
| 2023/2024 | トゥルノフ                   | エカテリーナ・クラコワ       | ラウラ・スツェスナ           | カロリーナ・ビアラス           |
| 2024/2025 | チェシン                     | エカテリーナ・クラコワ       | ラウラ・スツェスナ           | カロリーナ・ビアラス           |

### ペア
| 年                   | 開催地                       | 金                                                    | 銀                                                    | 銅                                                    |
| -------------------- | ---------------------------- | ----------------------------------------------------- | ----------------------------------------------------- | ----------------------------------------------------- |
| 2000/2001            | ワルシャワ                   | 未実施                                                | 未実施                                                | 未実施                                                |
| 2001/2002            |                              | ドロタ・ザゴルスカ and マリウス・シュデク             | アネタ・コヴァルスカ and アルトゥル・シェリスキー     |                                                       |
| 2002/2003            | ソスノヴィエツ               | ドロタ・ザゴルスカ and マリウス・シュデク             | 競技者なし                                            | 競技者なし                                            |
| 2003/2004            | ウッチ                       | ドロタ・ザゴルスカ and マリウス・シュデク             | 競技者なし                                            | 競技者なし                                            |
| 2004/2005            | オポーレ                     | ドミニカ・ピョントコフスカ and ドミトリー・フロミン   | 競技者なし                                            | 競技者なし                                            |
| 2005/2006            | クリニツァ                   | ドミニカ・ピョントコフスカ and ドミトリー・フロミン   | 競技者なし                                            | 競技者なし                                            |
| 2006/2007            | オシフィエンチム             | ドミニカ・ピョントコフスカ and ドミトリー・フロミン   | クルィスティナ・クリムチャク and ヤヌシュ・カルヴェタ | 競技者なし                                            |
| 2007/2008            | オシフィエンチム             | クルィスティナ・クリムチャク and ヤヌシュ・カルヴェタ | 競技者なし                                            | 競技者なし                                            |
| 2008/2009            | チネツ                       | ヨアンナ・スレイ and マテウシュ・フルシチンスキー     | クルィスティナ・クリムチャク and ヤヌシュ・カルヴェタ | エリザベス・ハーブ and パトルィク・シャワシヌィ       |
| 2009/2010            | チェシン                     | ヨアンナ・スレイ and マテウシュ・フルシチンスキー     | エリザベス・ハーブ and パトルィク・シャワシヌィ       | マグダレナ・クラツカ and ラドスロウ・フルシチンスキー |
| 2010/2011            | ジリナ                       | マグダレナ・クラツカ and ラドスロウ・フルシチンスキー | Aleksandra MALINKIEWICZ and Sebastian LOFEK           | アンナ・シェドレツカ and ヤコブ・ティチ               |
| 2011/2012            | オストラヴァ                 | マグダレナ・クラツカ and ラドスロウ・フルシチンスキー | Aleksandra MALINKIEWICZ and Sebastian LOFEK           | Magdalena JASKOLKA and Piotr SNOPEK                   |
| 2012/2013            | チェシン                     | マルツェリーナ・レフ and ヤコブ・ティチ               | Marya KOZINA and ヤヌシュ・カルヴェタ                 | 競技者なし                                            |
| 2013/2014            | ブラチスラヴァ               | マグダレナ・クラツカ and ラドスロウ・フルシチンスキー | 競技者なし                                            | 競技者なし                                            |
| 2014/2015 -2020/2021 | 競技者なし                   | 競技者なし                                            | 競技者なし                                            | 競技者なし                                            |
| 2021/2022            | スピシュスカー・ノバー・ベス | Anna Hernik / Michał Woźniak                          | 競技者なし                                            | 競技者なし                                            |
| 2022/2023            | ブダペスト                   | 競技者なし                                            | 競技者なし                                            | 競技者なし                                            |
| 2023/2024            | トゥルノフ                   | ユリア・シェチニン / Michal Wozniak                   | 競技者なし                                            | 競技者なし                                            |
| 2024/2025            | チェシン                     | ユリア・シェチニン / Michal Wozniak                   | 競技者なし                                            | 競技者なし                                            |

### アイスダンス
| 年        | 開催地                       | 金                                                          | 銀                                                        | 銅                                                    |
| --------- | ---------------------------- | ----------------------------------------------------------- | --------------------------------------------------------- | ----------------------------------------------------- |
| 2000/2001 | ワルシャワ                   | シルヴィア・ノヴァク and セバスチアン・コラシンスキー       | アガタ・ブワジョフスカ and マルチン・コズベク             | アレクサンドラ・カウツ and フィリプ・ベルナドフスキー |
| 2001/2002 |                              | シルヴィア・ノヴァク and セバスチアン・コラシンスキー       | アガタ・ブワジョフスカ and マルチン・コズベク             | アグニェシュカ・ドゥレイ and スワヴォミル・ヤニツキー |
| 2002/2003 | ソスノヴィエツ               | シルヴィア・ノヴァク and セバスチアン・コラシンスキー       | アグニェシュカ・ドゥレイ and スワヴォミル・ヤニツキー     | 競技者なし                                            |
| 2003/2004 | ウッチ                       | アレクサンドラ・カウツ and ミハウ・ズィフ                   | アグニェシュカ・ドゥレイ and スワヴォミル・ヤニツキー     | マリア・ビンチク and ミハウ・トマシェフスキー         |
| 2004/2005 | オポーレ                     | アレクサンドラ・カウツ and ミハウ・ズィフ                   | 競技者なし                                                | 競技者なし                                            |
| 2005/2006 | クリニツァ                   | アレクサンドラ・カウツ and ミハウ・ズィフ                   | 競技者なし                                                | 競技者なし                                            |
| 2006/2007 | オシフィエンチム             | 競技者なし                                                  | 競技者なし                                                | 競技者なし                                            |
| 2007/2008 | オシフィエンチム             | ヨアンナ・ブドネル and ヤン・モシチツキー                   | 競技者なし                                                | 競技者なし                                            |
| 2008/2009 | チネツ                       | ヨアンナ・ブドネル and ヤン・モシチツキー                   | 競技者なし                                                | 競技者なし                                            |
| 2009/2010 | チェシン                     | アナスタシヤ・ヴィホドツェワ and ヤン・モシチツキー         | 競技者なし                                                | 競技者なし                                            |
| 2010/2011 | ジリナ                       | アレクサンドラ・ズヴォリギナ and マチェイ・ベルナドウスキー | ユスチナ・プルトウスカ and デヴィッド・ピエトリジンスキー | 競技者なし                                            |
| 2011/2012 | オストラヴァ                 | アレクサンドラ・ズヴォリギナ and マチェイ・ベルナドウスキー | ナタリア・カリシェク and ミハル・カリシェク               | 競技者なし                                            |
| 2012/2013 | チェシン                     | アレクサンドラ・ズヴォリギナ and マチェイ・ベルナドウスキー | ユスチナ・プルトウスカ and ピーター・ガーバー             | ナタリア・カリシェク and ミハル・カリシェク           |
| 2013/2014 | ブラチスラヴァ               | ユスチナ・プルトウスカ and ピーター・ガーバー               | 競技者なし                                                | 競技者なし                                            |
| 2014/2015 | ブダペスト                   | ナタリア・カリシェク and マクシム・スポディレフ             | Beatrice TOMCZAK and Damian BINKOWSKI                     | 競技者なし                                            |
| 2015/2016 | トジネツ                     | ナタリア・カリシェク and マクシム・スポディレフ             | 競技者なし                                                | 競技者なし                                            |
| 2016/2017 | カトヴィツェ                 | ナタリア・カリシェク and マクシム・スポディレフ             | -                                                         | 競技者なし                                            |
| 2017/2018 | コシツェ                     | ナタリア・カリシェク and マクシム・スポディレフ             | ユスチナ・プルトウスカ / Jérémie Flemin                   | Anastasia Polibina / Radosław Barszczak               |
| 2018/2019 | ブダペスト                   | ナタリア・カリシェク and マクシム・スポディレフ             | ユスチナ・プルトウスカ / Jérémie Flemin                   | Jenna Hertenstein / Damian Binkowski                  |
| 2019/2020 | オストラヴァ                 | ナタリア・カリシェク and マクシム・スポディレフ             | ユスチナ・プルトウスカ / Jérémie Flemin                   | Anastasia Polibina / パヴェル・ゴロヴィシュニコフ     |
| 2020/2021 | チェシン                     | ナタリア・カリシェク and マクシム・スポディレフ             | Anastasia Polibina / パヴェル・ゴロヴィシュニコフ         | Jenna Hertenstein / Damian Binkowski                  |
| 2021/2022 | スピシュスカー・ノバー・ベス | ナタリア・カリシェク and マクシム・スポディレフ             | Anastasia Polibina / パヴェル・ゴロヴィシュニコフ         | Jenna Hertenstein / Damian Binkowski                  |
| 2022/2023 | ブダペスト                   | Anastasia Polibina / パヴェル・ゴロヴィシュニコフ           | Olivia Oliver / Elliot Graham                             | Olexandra Borysova / Aaron Freeman                    |
| 2023/2024 | トゥルノフ                   | Olivia Oliver / Filip Bojanowski                            | Sofiia Dovhal / Wiktor Kulesza                            | Anastasia Polibina / パヴェル・ゴロヴィシュニコフ     |
| 2024/2025 | チェシン                     | Sofiia Dovhal / Wiktor Kulesza                              | Anastasia Polibina / パヴェル・ゴロヴィシュニコフ         | 競技者なし                                            |